# Ганс-Йоахім Древіц
Ганс-Йоахім Древіц (Hans-Joachim Drewitz; 14 листопада 1907, Торн — 11 серпня 1943, Атлантичний океан) — німецький офіцер-підводник, корветтен-капітан крігсмаріне. Кавалер Німецького хреста в золоті.

## Біографія
1 квітня 1932 року вступив на флот. З травня 1939 року — командир мінних тральщиків M9 і M10 2-ї флотилії мінних тральщиків. З вересня 1941 по лютий 1942 року пройшов курс підводника, в березні-травні — командирську практику на підводному човні U-203, в травні-червні — курс командира човна. З 30 липня 1942 року — командир U-525, на якому здійснив 3 походи (разом 137 днів у морі). 20 лютого 1943 року потопив британський торговий пароплав Radhurst водотоннажністю 3454 тонн, навантажений баластом; всі 42 члени екіпажу загинули. 11 серпня 1943 року U-525 був потоплений в Північній Атлантиці північно західніше Азорських островів (41°29′ пн. ш. 38°55′ зх. д.) глибинними бомбами і торпедами бомбардувальників «Евенджер» та «Вайлдкет» з ескортного авіаносця ВМС США «Кард». Всі 54 члени екіпажу загинули.

## Звання
- Кандидат в офіцери (1 квітня 1932)
- Морський кадет (4 листопада 1932)
- Фенріх-цур-зее (1 січня 1934)
- Оберфенріх-цур-зее (1 вересня 1935)
- Лейтенант-цур-зее (1 січня 1936)
- Оберлейтенант-цур-зее (1 жовтня 1937)
- Капітан-лейтенант (1 листопада 1939)
- Корветтен-капітан (1 серпня 1938; посмертно заднім числом)

## Нагороди
- Медаль «За вислугу років у Вермахті» 4-го класу (4 роки)
- Нагрудний знак мінних тральщиків (1940)
- Залізний хрест
  - 2-го класу (1940)
  - 1-го класу (1941)
- Німецький хрест в золоті (18 червня 1942)
- Нагрудний знак підводника (4 березня 1943)